# Offa (Nigeria)
Pour les articles homonymes, voir Offa.
Offa est une zone de gouvernement local et un royaume de l'État de Kwara au Nigeria,. La ville d'Offa a une population de 133 600 habitants.
L'ancienne tradition pour laquelle la ville est connue est la lutte. La riche histoire d'Offa est documentée en détail dans un livre écrit par James Bukoye Olafimihan, un éducateur et ecclésiastique intitulé "Iwe Itan Offa", littéralement traduit Le livre de l'histoire d'Offa. 
Offa a été fondée par Olalomi Olofa-gangan ; un prince héritier d'Oyo et un descendant direct du roi Oranmiyan à Ile-Ife, vers 1395. C'était un chasseur renommé réputé pour sa dextérité d'archer. Offa est le siège traditionnel du dialecte Ibolo du peuple parlant yoruba des États de Kwara et d'Osun.
La ville est connue pour son commerce de tissage et de teinture, utilisant des teintures végétales à base d'indigo cultivé localement et d'autres plantes. Offa est bien connue pour la culture de patates douces et de maïs qui faisaient également partie des aliments de base préférés des indigènes de la ville. Les bovins, les caprins et les ovins sont également élevés dans l'environnement. Les principales réligions pratiquées dans la ville sont l'islam, le christianisme et les religions traditionnelles. 

## Liste des souverains d'Offa
Le roi d'Offa porte le titre d'Olofa.Il est assisté de cinq grands chefs, à savoir Asalofa, Essa, Ojomu, Sawo et Balogun. le 24ème et actuel Olofa est Mufutau Gbadamosi Esuwoye II depuis 2010.
1. Olalomi Olafagangan (1392-1442) ;
2. Olutide (1442-1491) ;
3. Olugesinde (1491-1526) ;
4. Oluwole (1526-1567) ;
5. Okunmolu (1567-1624) ;
6. Olusanle (1624-1679) ;
7. Olusanmi (1679-1726) ;
8. Olugbense (1726-1786) ;
9. Bamgbola Arojojoye (1786-1800) ;
10. Amodu Agaka (1800-1803) ;
11. Olumorin Anilelerin (1803-1832) ;
12. Alade Alebiosu (1832-1844) ;
13. Ariyibi Omolaoye (1844-1850)
14. Morounfolu Okunoye (1850-1882)
15. Adegboye Atoloyetele (1882-1887) puis (1901-1906)
16. Arokan Otaogbaye (1887-1901)
17. Oyediran Ariwajoye Ier (1906-1917)
18. Adeyeye Arojojoye (1917-1920)
19. Abioye (1921-1926)
20. Esuwoye Ier (1926-1936)
21. Wuraola Isioye (1936-1957)
22. Mustapa Keji (1957-1969)
23. Mustapha Olanipekun Ariwajoye II (1970-2010)
24. Mufutau Gbadamosi Esuwoye II (Depuis 2010)

## Source
- (en) Cet article est partiellement ou en totalité issu de l’article de Wikipédia en anglais intitulé « Offa, Kwara » (voir la liste des auteurs).